# 4075 Sviridov
4075 Sviridov este un asteroid din centura principală, descoperit pe 14 octombrie 1982 de Liudmila Karacikina.